# Trichomegalosphys laticornis
Trichomegalosphys laticornis är en tvåvingeart som först beskrevs av Walker 1856.  Trichomegalosphys laticornis ingår i släktet Trichomegalosphys och familjen sorgmyggor. Inga underarter finns listade i Catalogue of Life.